# Cristianismo judaico

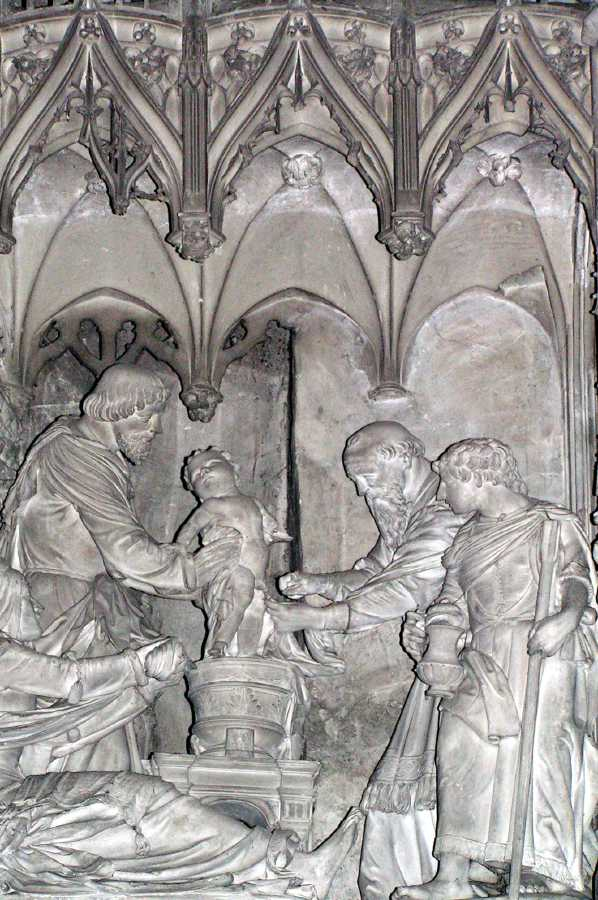
Circuncisão de Jesus - Catedral de Chartres.

Os adeptos dos cristianismo judaico (em hebraico: יהודים נוצרים) eram os seguidores de uma seita religiosa judaica que surgiu na Judeia durante o final do período do Segundo Templo, destruído em 70 d.C., durante a Primeira guerra judaico-romana. Eles acreditavam em Jesus como o Messias profetizado no Antigo Testamento e que seus ensinamentos incluíam a observância das prescrições da lei mosaica, descritas no Pentateuco.
O cristianismo judaico é o fundamento do cristianismo primitivo, que mais tarde se transformou no cristianismo patrístico. O movimento teve como ponto de partida as expectativas escatológicas judaicas e se transformou na veneração de Jesus após seu ministério terrestre, sua crucificação e as experiências pós-crucificação de seus seguidores.
A inclusão de gentios levou a uma crescente divisão entre os cristãos judeus e os cristãos gentios (paulinismo). Deste último grupo surgiu o cristianismo "ortodoxo", enquanto o judaísmo predominante se transformou no judaísmo rabínico. Os cristãos judeus se afastaram do judaísmo tradicional, tornando-se uma parte minoritária que havia praticamente desaparecido no século V.
A divisão definitiva entre cristianismo judaico e o cristianismo gentio ocorreu durante os primeiros séculos d.C. Embora a primeira guerra judaico-romana e a destruição de Jerusalém em 70 d.C. tenham sido os principais eventos, a separação foi um processo de longo prazo, no qual as fronteiras não estão bem definidas.
Desse modo, há estudiosos que questionam a utilização da expressão "cristianismo judaico", pois não há um consenso sobre a data de nascimento do cristianismo. Desse modo, entendem que seria melhor designá-los como "seguidores judeus de Jesus".
Os primeiros seguidores judeus de Jesus se referiam a si mesmos como "O Caminho" (ἡ ὁδός - hė hodós), provavelmente inspirados pelo Versículo 3 do Capítulo 40 do Livro de Isaías: "prepare o caminho do Senhor".
De acordo com o Versículo 26 do Capítulo 11 do Livro que relata os Atos dos Apóstolos, o termo "cristão" (grego: Χριστιανός) foi usado pela primeira vez em referência aos discípulos de Jesus na cidade de Antioquia, pelos habitantes não-judeus da cidade, para designar os "seguidores de Cristo". O uso mais antigo registrado do termo "Cristianismo" (grego: Χριστιανισμός) foi por Inácio de Antioquia, por volta de 100 d.C. .

## Contexto

### Helenismo
O cristianismo surgiu no mundo helenístico sincretista do primeiro século d.C., que era dominado pelo direito romano e pela cultura grega. A cultura helenística teve um profundo impacto nos costumes e práticas dos judeus, tanto na Terra de Israel quanto na Diáspora. Desse modo, surgiu o judaísmo helenístico na diáspora judaica, que procurou estabelecer uma tradição religiosa judaico-hebraica dentro da cultura e linguagem do helenismo.
O judaísmo helenístico se espalhou para o Egito ptolomaico a partir do século III a.C. e tornou-se uma notável religião lícita após a conquista romana da Grécia, Anatólia, Síria, Judeia e Egito, até seu declínio, no século III d.C., que foi um fenômeno paralelo ao surgimento do gnosticismo e do cristianismo primitivo.
Segundo Burton Mack, a visão cristã da morte de Jesus pela redenção da humanidade só era possível em um meio helenizado.

### Seitas Judaicas
No início do primeiro século d.C., havia muitas seitas judaicas concorrentes na Palestina. As principais eram os fariseus, saduceus e zelotes, mas também existiam outras seitas menos influentes, como os essênios. No período compreendido entre o primeiro século a.C. e o primeiro século d.C., surgiram diversos líderes religiosos carismáticos, que contribuíram para o que se tornaria a Mishná judaísmo rabínico e o Ministério de Jesus, que levaria ao surgimento da primeira comunidade cristã judaica.
Embora os evangelhos contenham fortes condenações dos fariseus, Paulo de Tarso, o apóstolo alegou ser fariseu, e há uma clara influência da interpretação de Hilel nas palavras do evangelho. A crença na ressurreição dos mortos na era messiânica era uma doutrina farisaica essencial.

### Messianismo judaico
A maioria dos ensinamentos de Jesus era compreendida no contexto do judaísmo no período do Segundo Templo. O que separou os cristãos dos judeus foi a fé em Jesus como o Messias ressuscitado. Embora o cristianismo reconheça apenas um Messias supremo, pode-se dizer que o judaísmo se apega a um conceito de múltiplos messias. Os dois mais relevantes eram o Messias ben Joseph e o tradicional Messias ben David. Alguns estudiosos argumentaram que a ideia de dois messias, um sofrendo e o segundo cumprindo o papel messiânico tradicional, era normativa para o judaísmo antigo, anterior a Jesus. Jesus teria sido visto por muitos como um ou ambos.
O messianismo judaico tem sua raiz na literatura apocalíptica, escrita entre o século II a.C. e o século I d.C., prometendo um futuro líder "ungido" ou Messias que iria fazer ressurgir o "Reino de Deus" israelita, no lugar dos governantes estrangeiros da época. Como Jesus não estabeleceu um Israel independente, e morreu pelas mãos dos romanos, muitos judeus o rejeitaram como o Messias, esses estavam esperando um líder militar como um Messias, como Bar Kokhba.

## Cristianismo Judaico Primitivo
A maioria dos historiadores concorda que Jesus e seus seguidores estabeleceram uma nova seita judaica, que atraiu convertidos judeus e gentios. A autopercepção, as crenças, os costumes e as tradições dos seguidores judeus de Jesus baseavam-se no Judaísmo do primeiro século.
De acordo com o estudioso do Novo Testamento Bart D. Ehrman, vários cristianismos primitivos existiram no Século I d.C., a partir dos quais se desenvolveram várias tradições e denominações cristãs, incluindo a proto-ortodoxia, marcionitas, gnósticos e os seguidores judeus de Jesus.
De acordo com o teólogo James DG Dunn, é possível subdividir o cristianismo primitivo em quatro tipos:
1. Cristianismo Judaico;
2. Cristianismo Helenístico;
3. Cristianismo Apocalíptico; e
4. Catolicismo Primitivo.

Os primeiros seguidores de Jesus eram essencialmente todos etnicamente judeus. Jesus era judeu, pregou ao povo judeu e chamou deles seus primeiros seguidores. De acordo com McGrath, os cristãos judeus "consideravam seu movimento uma afirmação de todos os aspectos do judaísmo da época, com o acréscimo de uma crença extra - que Jesus era o Messias".
À medida que o cristianismo cresceu e se desenvolveu, os cristãos judeus se tornaram apenas uma vertente da comunidade cristã primitiva, caracterizada por combinar o reconhecimento de Jesus como o Messias com a observância continuada da Torá e das tradições judaicas como a observância do sábado, calendário judaico, leis e costumes judaicos, dieta kosher e frequência à sinagoga.

### Cristianismo primitivo em Jerusalém
Pedro e Tiago (irmão de Jesus eram líderes dos cristãos em Jerusalém. Paulo, cuja legitimidade se basea na aparição de Jesus, estava em contato com esta comunidade. Pedro foi o primeiro líder da igreja de Jerusalém, mas teve que sair da cidade para exercer atividades missionárias e Tiago passou a ser o principal líder dos cristãos em Jerusalém
Os romanos destruíram a liderança judaica em Jerusalém no ano 135 durante a Revolta de Bar Kokhba, mas acredita-se que maior parte dos cristãos já havia deixado a cidade, antes de 70 d.C.

## Messianismo judaico
O messianismo judaico tem suas raízes na literatura apocalíptica publicada entre o século II a.C. e o século I d.C.